# Direction du Budget
La direction du Budget (DB) est, en France, une direction d'état-major du ministère de l'Économie et des Finances.
Créée en 1919 et placée sous l'autorité du ministre chargé du Budget, elle est chargée de l'élaboration du budget de l'État français et joue un rôle essentiel de conception et d’exécution dans le pilotage de l'ensemble des finances publiques. Ainsi, elle :
- prépare une trajectoire soutenable des finances publiques, respectant les critères européens, que le Gouvernement propose régulièrement à l'approbation du Parlement ;
- construit le budget de l'État par des négociations avec les ministères dits « dépensiers », puis elle accompagne son exécution au cours de l'année ;
- assure la tutelle financière des entreprises publiques et des établissements publics nationaux ;
- réalise des prévisions sur les évolutions des dépenses et des recettes publiques, et donc du déficit budgétaire et du déficit public ;
- analyse des enjeux financiers des politiques publiques, contre-expertise les projets des ministères, propose au Gouvernement des réformes structurelles renforçant l'efficience des politiques publiques, et défend les positions de plus grande rigueur budgétaire dans le dialogue interministériel.

## Fonction
La direction du Budget joue un rôle central de conception et d’exécution dans le pilotage des finances publiques, devenu indispensable au bon fonctionnement de l’État. La place de l’État dans l'activité économique et le poids des dépenses publiques lui confèrent un champ d’intervention particulièrement développé puisque toutes les politiques publiques sont, d’une manière ou d’une autre, conditionnées par une intervention financière.
Du fait du besoin impérieux de réduire la croissance des dépenses publiques après plusieurs décennies de forte progression, son rôle dans l’analyse des dépenses publiques est devenu plus prégnant, et s'est étendu à l'ensemble des administrations publiques (administrations de sécurité sociale et collectivités territoriales).
La direction du Budget est chargée avant tout de préparer le budget annuel de l’État, présenté au Parlement à l'automne dans le projet de loi de finances initiale et dans d'éventuels projets de loi de finances rectificative. Elle coordonne et veille à la qualité des documents annexés aux projets de lois de finances, afin d’éclairer au mieux le débat parlementaire. Ensuite, elle veille au pilotage de l’exécution budgétaire, pour toutes les administrations publiques, et présente au Parlement les résultats de cette exécution.
La préparation du budget de l'année N commence dès le mois de février de l'année N-1 et donne lieu à des échanges puis des négociations avec les ministères, en particulier avec leurs directions des affaires financières (DAF). La direction du Budget éclaire très tôt le Gouvernement sur ses marges de manœuvre financière ou dérapages par rapport à la trajectoire des finances publiques adoptée par le Parlement et présentée à la Commission européenne, et les conséquences de ses choix de politique publique et mises en œuvre des nouvelles priorités. Elle propose des économies structurelles et des réductions des dépenses fiscales qui permettraient de réduire significativement le déficit public.
La direction du Budget propose et implémente un cadrage des finances publiques qui englobe toutes les administrations publiques, notamment par la préparation des lois de programmation pluriannuelle des finances publiques (la première LPFP a été adoptée en 2009).
Elle joue également un rôle important de contre-expertise des « mesures nouvelles », généralement coûteuses, proposées par les autres ministères, surnommés « ministères dépensiers » et de proposition des réformes et des économies structurelles visant à modérer ou réduire la dépense publique. Elle propose ainsi au Gouvernement des mesures de politique économique et financière, en lien avec la Direction générale du Trésor (DG Trésor). Elle participe à la préparation des textes législatifs et réglementaires et de la position du Gouvernement sur les amendements parlementaires.
Elle incite à l’amélioration de la gestion publique, notamment par la publication de circulaires s'imposant aux ministères et par le pilotage stratégique des entreprises publiques (avec l'Agence des participations de l'État (APE)) et des établissements publics nationaux (avec les ministères dépensiers), du fait de sa compétence générale de tutelle financière sur les organismes contrôlés et subventionnés par l’État. Ses agents siègent dans plus de deux cents organes de gestion. Elle participe également aux négociations du budget des institutions européennes.

## Organisation
La direction du Budget emploie en 2017 247 agents, en grande majorité des cadres (fonctionnaires de catégorie A et A+ et contractuels diplômés de grandes écoles), dans le complexe architectural de Bercy, et 160 agents dans les services des contrôleurs budgétaire et comptable ministériel (CBCM) placés auprès des ministères dépensiers.
L'élaboration du budget de l'État mobilise à la fois des compétences sectorielles, apportées par les vingt « bureaux sectoriels » qui expertisent les propositions des ministères et impulsent des réformes, et des compétences de synthèse assurées par les cinq « bureaux de synthèse », qui garantissent la cohérence d’ensemble de la stratégie des finances publiques.
Les agents de la direction font partie des quelques experts de l'État français connaissant l'ensemble des systèmes de financement d'un secteur et ses structures opérationnelles (ministères, entreprises et établissements du secteur, collectivités locales). La direction du Budget dispose ainsi d’une connaissance, à la fois synthétique et détaillée par secteur, des politiques publiques et de leurs modalités de financement.
La mise en œuvre de la nouvelle constitution budgétaire prévue par la loi organique relative aux lois de finances (LOLF) de 2001 et entrée pleinement en vigueur à partir de 2006 l’a amenée à redéfinir son positionnement à l’égard des ministères, à recentrer son rôle sur l’aide au pilotage des dépenses publiques, à adapter ses outils et ses méthodes et à s’ouvrir à de nouvelles fonctions, comme l’animation des travaux sur la performance des politiques publiques avec ses partenaires des autres ministères.
La direction du Budget travaille en étroite collaboration avec la communauté financière de l’État, qu’elle accompagne notamment dans les chantiers visant à optimiser la chaîne de la dépense. Avec la DGFiP, elle définit les référentiels, règles et outils de la gestion budgétaire, qui mobilisent en particulier le logiciel Chorus.

## Historique
Les prémices de la direction du Budget datent de la fin du XVIIIe siècle. L’Ancien Régime ne pratiquait pas la centralisation comptable, recettes et dépenses de l'État pouvant être confiées à des gestionnaires privés. Par décret du 4 septembre 1790, l'Assemblée nationale constituante, repartant des institutions de l'Ancien Régime, prévoit l'existence d'une direction générale du trésor public, d'un plan d'organisation du trésor public et d'un comité de trésorerie,. Par décret de mars 1791, un « bureau central de la comptabilité » est créé, sous l'autorité du comité de trésorerie. Les impôts sont établis par des lois, mais sans qu'existe pour autant une véritable autorisation des dépenses et des recettes réalisant l'idée de budget.
Trente ans plus tard, les grands principes de la procédure budgétaire (unité, annualité, universalité, spécialité) sont instaurés par l’ordonnance du 14 septembre 1822 : le ministère des finances devient alors le coordonnateur et le censeur des autres ministères,. Les fonctions de préparation et de contrôle de l’exécution du budget ont alors été assurées par un bureau de la direction générale de la Comptabilité publique (DGCP) jusqu'en 1919,.
Avec l’accroissement de la taille de l'État, et à un moment où la remise en ordre des finances publiques et un contrôle plus strict des opérations budgétaires (engagement et réalisation de la dépense) sont nécessaires, la direction du Budget et du Contrôle financier est créée par la loi du 21 octobre 1919 et le décret du 7 novembre 1919 en extrayant les bureaux concernés de la DGCP, qui est alors recentrée sur ses fonctions de comptabilité publique ; la mise en œuvre du contrôle des dépenses engagées est effective à partir de 1922,.
La direction du Budget et du Contrôle financier est alors organisée en trois bureaux, et chargée de tous les travaux relatifs à la présentation du budget de l’État et au contrôle des dépenses publiques, ainsi que de l’examen de toutes les mesures concernant le statut et les rémunérations des agents de l’État.
Jusqu’à la Seconde Guerre mondiale, l’estimation et le contrôle des dépenses représentent l’essentiel des tâches. Avec la poursuite de l'accroissement de la taille de l'État, la direction du Budget va progressivement augmenter en taille (par exemple, elle compte sept sous-directions en 2004).
Enfin, la mise en œuvre de la LOLF entre 2001 et 2006 révolutionne le cadre d’élaboration du budget de l’État, réalisé auparavant dans le cadre de l’ordonnance du 2 janvier 1959, et accroit la transparence des documents budgétaires rédigés par la direction du Budget.

## Directeurs du Budget
Les directeurs du Budget ont été successivement :
| Directeur                   | Décret de nomination | Décret de nomination |
| --------------------------- | -------------------- | -------------------- |
| Georges Denoix              | 20 novembre 1919     | [ JO 1 ]             |
| Jean-Antoine Susane         | 15 janvier 1925      | [ JO 2 ]             |
| Pierre-Eugène Fournier      | 21 août 1925         | [ JO 3 ]             |
| René Villard                | 6 février 1929       | [ JO 4 ]             |
| Erik Haguenin               | 26 juillet 1932      |                      |
| Yves Bouthillier            | 30 mars 1935         | [ JO 5 ]             |
| Jean Jardel                 | 14 novembre 1936     | [ JO 6 ]             |
| Charles Gourdin             | 6 septembre 1941     |                      |
| Roland Dagnicourt           | 10 septembre 1943    | [ JO 7 ]             |
| François-Didier Gregh       | 30 septembre 1944    | [ JO 8 ]             |
| Roger Goetze                | 13 juillet 1949      |                      |
| Gilbert Devaux              | 1er janvier 1957     |                      |
| Raymond Martinet            | 30 juin 1960         | [ JO 9 ]             |
| Renaud de La Genière        | 18 avril 1966        |                      |
| Paul Deroche                | 16 juin 1974         |                      |
| Guy Vidal                   | 25 janvier 1979      | [ JO 10 ]            |
| Jean Choussat               | 30 octobre 1981      | [ JO 11 ]            |
| Michel Prada                | 31 décembre 1985     |                      |
| Daniel Bouton               | 4 février 1988       | [ JO 12 ]            |
| Isabelle Bouillot           | 5 février 1991       | [ JO 13 ]            |
| Christophe Blanchard-Dignac | 19 juin 1995         | [ JO 14 ]            |
| Sophie Mahieux              | 14 octobre 2000      | [ JO 15 ]            |
| Pierre-Mathieu Duhamel      | 19 décembre 2002     | [ JO 16 ]            |
| Philippe Josse              | 30 mars 2006         | [ JO 17 ]            |
| Julien Dubertret            | 29 avril 2011        | [ JO 18 ]            |
| Denis Morin                 | 27 novembre 2013     | [ JO 19 ]            |
| Amélie Verdier              | 22 décembre 2016     | [ JO 20 ]            |
| Alexandre Grosse (intérim)  | 9 août 2021          |                      |
| Mélanie Joder               | 23 août 2021         |                      |